# Helen Kim
Dans ce nom coréen, le nom de famille, Kim, précède le nom personnel.
Helen Kim (ou Kim Hwal-lan; hangeul : 김활란 ; hanja : 金活蘭; 1899-1970) est une éducatrice, écrivaine, politicienne et militante sud coréenne. Son nom d'artiste est Wuwol (hangeul : 우월).  Elle fonde la World Federation of Methodist and Uniting Church Women (WFMUCW) et le journal quotidien The Korean Times.

## Biographie

### Enfance et formation
Née à Incheon le 27 février 1899, Kim Hwal-lan fréquente l'école primaire Yeonhwa, fondée en 1892 par Margaret Bengal Jones, missionnaire méthodiste américaine,. 
En 1907, elle s'installe à Séoul avec sa famille et intègre l'école pour filles Ewha, où ses deux sœurs sont également scolarisées. Elle achève sa scolarité au collège en 1913 et souhaite poursuivre ses études à l'université de Ewha College. Considérant qu'elle est en âge de se marier, son père refuse fermement. C'est avec le soutien de sa mère et de plusieurs enseignantes missionnaires, dont Jeannette Walter et Alice Appenzeller, qu'elle réussit à tenir tête à son père.  
Elle intègre alors Ewha College et étudie à l'étranger dans plusieurs universités américaines,. Elle obtient un BA (Bachelor of Arts; baccalauréat ès arts) à l'Université Wesleyan d'Ohio en 1924, un MA (Master of Arts) à l'Université de Boston en 1925 puis un doctorat (PhD) à l'Université de Columbia en 1931,. 

### Carrière
Dès les années 1920, Kim Hwal-lan apparaît comme l'une des figures de proue du mouvement sinyeoseong (Nouvelles Femmes), rejetant le rôle confucéen traditionnel des femmes coréennes, prônant l'égalité hommes/femmes et définissant la femme moderne idéale.
Elle fait partie des membres fondateurs de la YWCA (Young  Women's Christian Association) coréenne, créée en 1922 au côté de Kim Pil-lye et Yu Kak-kyung.
En 1931, Kim Hwal-lan devient la doyenne d'Ewha College, l'une des deux institutions existantes en Corée ouvrant l'enseignement supérieur aux femmes avant l'indépendance de la Corée en 1945. En 1939, elle est la première présidente de nationalité coréenne à la tête de cette université. 